# Lycée français de Pondichéry
Il Liceo francese di Pondicherry (francese: Lycée français de Pondichéry), nell'Unione territoriale di Pondicherry, India, è una delle scuole francesi più importanti dell'Asia meridionale.
Fu fondato col nome di Collège Royal il 26 ottobre 1826 e oggi costituisce il più antico liceo francese al di fuori della Francia.
Conta oltre 1400 studenti distribuiti tra le varie classi, dal livello elementare fino al diploma di baccalaureato.